# Дятлик натальський
Дя́тлик натальський (Campethera notata) — вид дятлоподібних птахів родини дятлових (Picidae). Ендемік Південно-Африканської Республіки.

## Опис
Довжина птаха становить 22 см, вага 60 г. У самців верхня частина тіла оливково-зелена, легко поцяткована нечіткими поперечними смугами і блідими, оливково-жовтими ромбоподібними плямами. Махові пера коричневі або оливково-коричневі, поцятковані жовтувато-білими поперечними смужками. Хвіст оливково-коричневий, поцяткований шістьма жовтими смугами, кінчики стернових пер тьмяно-золотисті, стрижні золотисто-коричневі. Горло біле, решта нижньої частини тіла білувата, сильно поцяткована чорними плямами, округлими на грудях і більш ромбоподібними на животі. На боках чорнуваті смуги, нижня сторона крил жовтувата, поцяткована круглими чорними плямами.
На верхній частині голови червона пляма, обличчя, скроні і щоки жовтувато-білі, поцятковані чорними плямками і смужками, під дзьобом червоні "вуса". У самиць червона пляма на голові обмежена потилицею, "вуса" відсутні. Дзьоб темно-сірий, лапи зеленувато-сірі, очі червонуваті, у молодих птахів темні.

## Поширення і екологія
Натальські дятлики мешкають на півдні Південно-Африканської Республіки, від Свеллендама до Квазулу-Наталя. Вони живуть в прибережних лісових масивах, в густих чагарникових заростях, в саванах, парках і садах. Живляться мурахами та їх личинками, а також короїдами, іншими комахами та їх личинками, яких шукають на деревах. Сезон розмноження триває з серпня по листопад. Гніздяться в дуплах дерев. В кладці 2-4 яйця, інкубаційний період триває 12 днів, пташенята покидають гніздо через 3-4 тижні після вилуплення.

## Збереження
МСОП класифікує стан збереження цього виду як близький до загрозливого. За оцінками дослідників, популяція натальських дятликів становить від 1000 до 3300 дорослих птахів. Їм загрожує знищення природного середовища.